# Roblox
Roblox (/ˈroʊblɒks/) là một nền tảng trò chơi điện tử nhiều người chơi và có một hệ thống để người dùng sáng tạo trò chơi cho riêng họ và nó dành cho độ tuổi trẻ em, thiếu niên và thanh thiếu niên được phát triển bởi Roblox Corporation. Roblox được tạo ra bởi David Baszucki và Erik Cassel vào năm 2003 với cái tên gọi ban đầu là GoBlocks và Dynablocks. Bản chính thức Roblox được phát hành vào năm 2006. Nếu không thích sáng tạo các trò chơi như những người chơi khác, người chơi cũng có thể tham gia các trò chơi được tạo sẵn để chơi cùng nhau. Roblox là trò chơi được phát hành miễn phí, nhưng cũng có 1 loại tiền ảo để thực hiện các giao dịch trong trò chơi bằng cách mua bằng tiền mặt hoặc cũng có thể kiếm được thông qua việc sáng tạo trò chơi trong Roblox, với đồng tiền ảo có tên là Robux.
Roblox phát triển nhanh chóng vào cuối năm 2010, và sự phát triển lớn này đã được nâng cao nhờ Đại dịch COVID-19. Tính đến tháng 8 năm 2020, Roblox có hơn 164 triệu người tải xuống trong hàng tháng, và được đón nhận bởi hơn một nửa số trẻ em dưới 16 tuổi tại Hoa Kỳ.

## Tổng quát

### Thông tin khái quát
Roblox là trò chơi cho phép người chơi có thể tạo thế giới bằng ngôn ngữ lập trình Lua trên phần mềm Roblox Studio. Người dùng có thể lập trình ngôn ngữ bằng Roblox Studio. Họ có thể tự tạo các sản phẩm, hoặc vượt qua trò chơi để có Robux. Người chơi chỉ được phép kiếm tiền trên Roblox bằng cách đăng ký DevEx, và rút Robux. Phần lớn trò chơi đón nhận bởi trẻ em. Trong mỗi năm, 20 triệu trò chơi đã được tạo ra (không tính trò chơi phải từ việc tạo tài khoản).

### Roblox Studio
Roblox Studio là một phần mềm để người chơi tạo trò chơi và phát triển trò chơi của họ trong Roblox. Mọi người chơi được phép tạo thế giới theo ý tưởng của chính mình, làm các dịch vụ trả phí trong trò chơi hoặc sản phẩm dành cho nhà phát triển để kiếm lợi nhuận trên đơn vị (Robux). Trò chơi được phát triển theo hệ thống lập trình hướng duy chuyển cho đối tượng và sử dụng phương ngữ của ngôn ngữ lập trình Lua để thao tác với môi trường của trò chơi.

#### Library
Library là một thư viện bổ sung việc phát triển trò chơi hay đơn giản là hỗ trợ người chơi để hoạt động trò chơi. Những nội dung không phù hợp sẽ bị xóa và người sở hữu nội dung sẽ bị nhắc nhở.
Trong Roblox Studio, Library được truy cập bằng nút "Toolbox". Gồm có 5 mục:
- Models (Mô hình): Gồm những mô hình mà người chơi khác phát hành trong Roblox Studio như: nhà, xe, ghế, cửa và khung cảnh.
- Decals (Đề can): Là những hình ảnh được dán trên vật và được dùng trong trò chơi để trang trí, làm cho bắt mắt hơn.
- Audio (Âm thanh): Nơi chứa âm thanh, nhạc. Thường được dùng để làm hiệu ứng âm thanh hay nhạc nền của trò chơi.
- Meshes (Khối lối): Thường được dùng khi mô hình có cấu tạo phức tạp, không thể xây được (mà bản chất cấu thành là từ các mảng tam giác).
- Plugins (Công cụ): Là bổ sung công cụ được phát hành bởi người chơi khác, chủ yếu để người chơi sẽ hỗ trợ dễ làm trò chơi hơn. Plugin chỉ có thể được cài đặt qua Roblox Studio.
- Video (Phim): Là nơi chứa những tệp tin Video do người dùng Roblox đăng tải, tại đây có thể khám phá và sử dụng những Video được đăng tải lên Library bởi mọi người.

Vào khoảng tháng 7 năm 2022, Library chính thức đổi tên thành Creator Marketplace, được đổi giao diện mới và tách rời khỏi roblox.com mà thay vào đó là create.roblox.com.

### Event
Event là những sự kiện tổ chức và có chủ đề giống mục tiêu trong game, như sự kiện trong năm hoặc bộ phim mới ra mắt.
Roblox thỉnh thoảng tổ chức các sự kiện thực và ảo. Trước đây, họ đã tổ chức các sự kiện như BloxCon, một hội nghị dành cho những người chơi bình thường trên nền tảng này. Roblox tổ chức các Egg Hunt  hàng năm, nơi người dùng tìm những quả trứng ở một trong các trò chơi được chọn của Egg Hunt đó và nhận được  những quả trứng. Roblox Corporation hàng năm tổ chức Hội nghị các nhà phát triển Roblox, một sự kiện chỉ được mời trong ba ngày tại San Francisco, nơi những người sáng tạo nội dung hàng đầu trên trang web tìm hiểu về những thay đổi sắp tới đối với nền tảng.. Roblox Corporation cũng đã tổ chức các sự kiện tương tự ở London và Amsterdam.
Event cũng là nơi quảng bá các game và mỗi phần thưởng là phụ kiện trang trí được cho vào hàng "hiếm" cho avatar như Hats, Hairs, Gears... và các phần thưởng Event không thể mua, bán và chỉ có thể kiếm được trong các sự kiện, nhiệm vụ Event.

## Lịch sử và phát triển
Trước khi phát hành Roblox, David Baszucki đã sáng lập ra Knowlege Revolution, một công ty chuyên ngành các phầm mềm mô phỏng kỹ thuật vật lý học. Ông đã làm ra một ứng dụng mô phỏng vật lý được gọi là Interactive Physics. Khi đó David Baszucki là phó chủ tịch cho đến khi ông đi với Erik Cassel để tạo Roblox Corporation vào năm 2004 và rồi một số nhân viên trong MSC Software cũng tham gia công ty. Trang web của công ty, GoBlocks.com đã được mua vào ngày 2 tháng 12 năm 2003, và DynaBlocks.com vào ngày 12 tháng 12 năm 2003. Dynablocks được thay tên bằng Roblox vào năm 2004 do cái tên quá khó nhớ. Roblox được phát hành chính thức vào ngày 1 tháng 9 năm 2006.
Các thành tựu được thêm vào ngày 22 tháng 12 năm 2006. Vào tháng 3 năm 2007, Roblox tuân thủ luật của Đạo luật bảo vệ quyền riêng tư của trẻ em trên mạng, với cập nhật "Trò chuyện an toàn", một chế độ trò chuyện mà những người chơi dưới 13 tuổi nói chuyện với nhau bằng cách chọn các loại tin nhắn được cho phép từ một menu. Roblox Points đã được thay thế bởi Robux, được giới thiệu vào ngày 14 tháng 5 năm 2007,và rồi tix (ticket), được giới thiệu vào tháng 8 năm 2007, và một hệ thống thành viên cao cấp, Builders Club, đã được giới thiệu vào ngày 16 tháng 8 năm 2007. Builders Club đã được thay thế bởi Roblox Premium vào tháng 9 năm 2019.
Buổi giao lưu đầu tiên, Roblox Rally 2011 đã diễn ra trong San Francisco vào ngày 1 tháng 8 năm 2011. Một sự kiện tương tự có tên là Roblox Game Confrence đã được tổ chức vào năm 2012. Tiếp theo đó là Roblox BLOXcon 2013, được diễn ra trong Chicago, Luân Đôn và New York, và Virtual BLOXcon 2013, có thể xem trực tiếp trên mạng. Vào ngày 11 tháng 12 năm 2012, Roblox đã phát hành ra mắt ứng dụng di động đầu tiên cho dòng thiết bị iPhone và iPad được đang chạy hệ điều hành iOS và có thể tải xuống được từ App Store.
Vào ngày 24 tháng 9 năm 2013, Roblox đã đặt mức giới hạn của giá cho quần áo trên catalog. Giá rẻ nhất cho một T-Shirt được đặt là 10 Robux và giá rẻ nhất cho áo hoặc quần là 20 robux. Sau đó, hệ thống Developer Exchange đã ra mắt vào ngày 1 tháng 10 năm 2013. Hệ thống này cho phép những nhà phát triển với Outrageous Builders Club (OBC) nhận tiền bằng cách trao đổi Robux.
Vào ngày 31 tháng 5 năm 2015, một tính năng có tên là 'Smooth Terrain' đã được thêm vào, làm tăng độ thực tế về đồ họa của địa hình và thay đổi công cụ vật lý từ phong cách hướng khối sang phong cách mượt mà và thực tế hơn. Vào ngày 20 tháng 11, Roblox được ra mắt trên Xbox One, với sự lựa chọn ban đầu gồm 15 trò chơi do nhân viên Roblox chọn. Các trò chơi Roblox mới cho Xbox One phải trải qua quy trình phê duyệt và tuân theo các tiêu chuẩn của ESRB.
David Baszucki đã thông báo rằng tix sẽ được xóa sau 30 ngày kể từ 15 tháng 3 năm 2016. Trong một sự kiện trước khi tix được xóa đi, những món đồ chỉ mua được với Tix đã được ra mắt. Tix đã được xóa vào ngày 15 tháng 4 năm 2016, đồng thời xóa hệ thống trao đổi tiền tệ (RoblEX).
Vào tháng 4 năm 2016, Roblox đã ra mắt Roblox VR cho Oculus Rift. Vào thời điểm phát hành, đã có hơn mười triệu trò chơi có sẵn ở định dạng 3D. Cũng trong khoảng thời gian đó, tính năng Trò chuyện an toàn đã bị loại bỏ và thay thế bằng một hệ thống dựa trên danh sách trắng với nhóm từ được chấp nhận cho người dùng dưới 13 tuổi và nhóm từ trong danh sách đen dành cho những người dùng khác. Vào tháng 6, công ty đã tung ra một phiên bản tương thích với Windows 10. Trong khi Roblox đã có mặt trên PC từ năm 2004, khi phiên bản trình duyệt của nó được tạo ra, đây là lần đầu tiên nó được nâng cấp với một launcher độc lập dành cho Windows mà không cần trình duyệt.
Vào ngày 2 tháng 10 năm 2017, Roblox đã thông báo rằng tính năng người chơi khách (Guest) chính thức đã được loại bỏ. Đều đó tất cả người dùng khách cần phải bắt buộc tạo tài khoản mới.
Vào đầu năm 2017, biểu tượng của Roblox đã được thay thế. Sau đó, vào năm 2019, biểu tượng Roblox đổi thành màu đen.
Roblox đã nhận được nhiều lời chỉ trích vì hệ thống lọc trò chuyện của nó. Mặc dù hệ thống lọc của Roblox kiểm duyệt và loại bỏ hầu hết các tin nhắn và nội dung không phù hợp, một số vẫn có thể tránh được hệ thống. Để giải quyết những vấn đề này, Roblox có 1.600 người làm việc để xóa nội dung đó khỏi nền tảng. Roblox cung cấp cài đặt quyền riêng tư; cha mẹ có thể giới hạn những người mà người dùng có thể liên hệ, hạn chế quyền truy cập vào máy chủ riêng và bật quyền kiểm soát của phụ huynh.
Mặc dù nội dung khiêu dâm bị cấm trên Roblox, nền tảng này đã nhận được nhiều lời chỉ trích vì sự hiện diện của các trò chơi và hình ảnh khiêu dâm trong đó. Nội dung này bao gồm các mục như câu lạc bộ tình dục ảo và câu lạc bộ đêm, với những người tạo ra nội dung nói trên phần lớn giao tiếp thông qua các nền tảng của bên thứ ba mà người kiểm duyệt Roblox không thể quản lý. Một cuộc điều tra năm 2020 của Fast Company phát hiện ra rằng nội dung khiêu dâm vẫn còn phổ biến trong Roblox, với những nỗ lực của người kiểm duyệt nhằm xóa nội dung đó được ví như đánh ruồi , mặc dù người ta cũng thấy rằng tình hình nói chung là được cải thiện trong những năm gần đây trước báo cáo.

### Phát hành tại Trung Quốc
Roblox ở Trung Quốc được gọi là Luobulesi (tiếng Trung giản thể: 罗布乐思, viết ngắn gọn thành LuoBu). Miền web Roblox.com bị cấm ở Trung Quốc, nên vào tháng 5 năm 2019, Roblox đã thông báo sẽ hình thành quan hệ đối tác chiến lược với công ty Tencent để xuất bản ở Trung Quốc với ứng dụng LuoBu và các miền web Roblox.qq.com, Roblox.cn, và rbxcdn.qq.com.
LuoBu được ra mắt vào ngày 13 tháng 7 năm 2021 sau giai đoạn thử nghiệm và có phiên bản Roblox Studio chính thức trong Trung Quốc.
Khi những người chơi ngoài Trung Quốc đại lục tham gia thì sẽ nhận lỗi mã 524 (Bạn không có quyền tham gia trải nghiệm này). Đối với người chơi Trung Quốc thì tên người dùng bắt đầu với chữ "Robloxian" và 9 ký tự viết thường và số ngẫu nghiên.

## Cộng đồng

### Hoạt động chính trị
Nhân viên Roblox đã được ghi nhận vì những nỗ lực chống lại phân biệt chủng tộc, với nhiều người dùng thường xuyên và người đồng sáng lập Baszucki đã tuyên bố ủng hộ các cuộc biểu tình của George Floyd và Black Lives Matter. Vào tháng 8 năm 2019, một cuộc điều tra của NBC News đã tiết lộ hơn 100 tài khoản có liên quan đến các nhóm cực hữu và tân phát xít Đức. Sau khi các tài khoản được NBC biết đến, người kiểm duyệt Roblox đã xóa chúng.

### Ảnh hưởng của đại dịch COVID-19
Đại dịch COVID-19 đã ảnh hưởng đến Roblox theo nhiều cách. Do sự cách ly do đại dịch hạn chế tương tác xã hội, Roblox đang được sử dụng như một cách để trẻ em và trẻ vị thành niên giao tiếp với nhau. Một trong những cách được chú ý nhất mà phương thức giao tiếp này đang được thực hiện là thông qua việc tổ chức những bữa tiệc sinh nhật trong nền tảng.  COVID-19 đã gây ra sự gia tăng đáng kể về cả doanh thu của nền tảng và số lượng người chơi trên đó, phù hợp với những tác động tương tự mà phần lớn ngành công nghiệp trò chơi phải trải qua, khi người chơi buộc phải ở trong nhà do COVID-19 và dành nhiều thời gian hơn chơi trò chơi điện tử. Từ tháng 2 năm 2020 đến tháng 1 năm 2021, Roblox đã trải qua sự gia tăng định giá từ 4 tỷ đô la lên 29,5 tỷ đô la, sự gia tăng phần lớn là do đại dịch.Tính đến tháng 10 năm 2021, Roblox đã được định giá lên tới 41 tỷ đô la 

### Hiệu ứng âm thanh "Oof"
Từ khi phát hành đến tháng 11 năm 2020, hiệu ứng âm thanh của Roblox khi một nhân vật chết là âm thanh "oof", trở thành một phần quan trọng trong danh tiếng của nền tảng do trạng thái của nó là meme. Âm thanh ban đầu được sản xuất bởi nhà soạn nhạc trò chơi điện tử Tommy Tallarico cho trò chơi điện tử năm 2000 Messiah, nhưng Roblox đã tranh chấp bản quyền. Những người sáng lập Roblox, Erik và David, đã lấy được âm thanh tuyệt vời (cùng với tất cả các âm thanh gốc của Roblox) từ một CD-ROM âm thanh có sẵn mà họ đã mua về các âm thanh miễn phí có bản quyền (không phải từ một trang web bất hợp pháp như Tommy đã đề xuất trên mạng xã hội). Tranh chấp kết thúc khi Roblox đồng ý rút âm thanh khỏi nền tảng của họ và thay thế bằng âm thanh chết chóc và Tallarico đồng ý cho phép Roblox phát hành lại âm thanh vào một ngày sau đó trên thị trường của nó, trò chơi nào các nhà phát triển trên nền tảng sẽ có thể mua với giá 1 đô la Mỹ. Nó đã bị xóa vào 26/7/2022, thay vào đó là âm thanh tương tự với "duh". Ngày 19/7/2025, Roblox đã thông báo rằng tiếng hiệu ứng âm thanh này sẽ quay trở lại và được phát hành công chúng vào ngày 1/8/2025.

## Đón nhận
Roblox đã nhận được nhiều đánh giá tích cực, nhưng cũng có một số lo ngại về tính an toàn đối với trẻ em. Common Sense Media đã đánh giá Roblox 4/5 sao, khen ngợi  sự đa dạng của các trò chơi và khả năng khuyến khích sáng tạo ở trẻ em. Tuy nhiên, trang web cũng lưu ý rằng bản chất phân tán của nền tảng có thể dẫn đến chất lượng trò chơi không đồng đều. Common Sense Media cũng khuyến nghị phụ huynh tắt chức năng trò chuyện cho trẻ em nhỏ tuổi để tránh các tương tác có thể gây hại. Patricia E. Vance, Giám đốc điều hành của Viện An toàn Trực tuyến Gia đình, cũng đánh giá cao Roblox vì khả năng cho phép trẻ em chơi, khám phá, giao lưu, sáng tạo và học tập theo cách tự định hướng. Bà Vance đặc biệt khen ngợi Roblox Studio, một công cụ cho phép người dùng tạo trò chơi của riêng họ. Trusted Reviews cũng ca ngợi Roblox Studio, cho rằng đây là một công cụ tuyệt vời cho bất kỳ ai muốn phát triển các kỹ năng khoa học máy tính hoặc tạo ra các dự án có thể nhận được phản hồi ngay lập tức từ một lượng lớn khán giả. Craig Hurda, nhà phê bình của Android Guys, đưa ra đánh giá trung bình hơn. Ông khen ngợi số lượng trò chơi có sẵn trên Roblox và thấy rằng trò chơi này giải trí cho trẻ em. Tuy nhiên, ông cũng nhận thấy âm thanh của nền tảng không ổn định và tuyên bố rằng nó có sức hấp dẫn hạn chế đối với người chơi trưởng thành.

### Những lời chỉ trích và tranh cãi

#### Nội dung không phù hợp
Roblox cũng vấp phải nhiều chỉ trích về hệ thống lọc chat chưa chặt chẽ, khiến trẻ em có thể tiếp xúc với những nội dung không phù hợp. Hệ thống lọc chat của Roblox, được gọi là Community Sift, sử dụng công nghệ học máy để phát hiện và xóa các tin nhắn và nội dung không phù hợp. Tuy nhiên, hệ thống này vẫn chưa hoàn hảo và vẫn có thể bị bỏ qua bởi những người dùng có ý đồ xấu. Để giải quyết vấn đề này, Roblox đã thành lập một đội ngũ 1.600 người chuyên kiểm tra và gỡ bỏ nội dung không phù hợp khỏi nền tảng. Bên cạnh đó, Roblox cũng cung cấp các tùy chỉnh riêng tư cho phụ huynh. Phụ huynh có thể giới hạn người liên lạc với con mình, hạn chế truy cập vào các máy chủ riêng và bật chế độ kiểm soát của phụ huynh.
Mặc dù Roblox đã cấm các nội dung khiêu dâm, nhưng nền tảng này vẫn bị chỉ trích do hình ảnh khiêu dâm xuất hiện trên trò chơi. Năm 2020, Fast Company cho thấy nội dung này vẫn phổ biến, và các nỗ lực của người kiểm duyệt để loại bỏ nó không hiệu quả. Tuy nhiên, tình hình đã được cải thiện trong những năm gần đây.

#### Cáo buộc khuyến khích chủ nghĩa tiêu dùng
Roblox bị chỉ trích vì khiến trẻ em dễ dàng chi tiêu quá mức tiền thật. Theo một báo cáo của Ủy ban Thương mại Liên bang Hoa Kỳ, trẻ em đã tiêu hàng triệu đô la tiền Robux trên Roblox mà không được sự đồng ý của cha mẹ. Ngoài ra, Roblox còn bị chỉ trích vì có chính sách hoàn tiền không thân thiện với người dùng. Theo chính sách này, Roblox chỉ hoàn tiền cho các giao dịch Robux trong vòng 48 giờ kể từ khi mua. Nếu người chơi yêu cầu hoàn tiền sau 48 giờ, Roblox có thể xóa tài khoản của họ. Giáo sư Jane Juffer từ Đại học Cornell cho rằng Roblox đang khuyến khích thói tiêu dùng quá mức ở trẻ em. Bà cho rằng Roblox sử dụng các chiến thuật tiếp thị tinh vi để thu hút trẻ em chi tiêu tiền.
Vào tháng 4 năm 2022, tổ chức Truth in Advertising đã nộp đơn khiếu nại lên Ủy ban Thương mại Liên bang Mỹ (FTC) cáo buộc Roblox tiếp thị lừa dối. Cụ thể, Roblox bị cáo buộc thiếu minh bạch về sự hiện diện của quảng cáo, chẳng hạn như thông qua những trò chơi quảng cáo (advergames) và đại sứ thương hiệu. Để đáp lại, Roblox đã bắt đầu che giấu quảng cáo đối với người dùng dưới 13 tuổi vào tháng 3 năm 2023.

#### Chủ nghĩa cực đoan
Vào năm 2021, các nhà nghiên cứu phát hiện ra rằng Roblox có nhiều trò chơi tái hiện các vụ xả súng hàng loạt và mô phỏng các đơn vị quân đội trong thế giới thực, bao gồm cả Wehrmacht. Ví dụ, ba trò chơi khác nhau đã tái hiện vụ xả súng ở nhà thờ Hồi giáo ở Christchurch, và trò chơi Innsbruck Border Simulator đã cho phép người chơi đóng vai Đức Quốc xã. Năm 2023, nghị sĩ Lori Trahan chỉ trích các công ty trò chơi điện tử vì không kiểm soát nội dung cực đoan. Roblox tuyên bố có đội ngũ kiểm duyệt nội dung cực đoan, nhưng từng bị chỉ trích vì không kiểm duyệt các trò chơi tái hiện vụ xả súng.

#### Bị cáo buộc có hành vi bóc lột trẻ em
Kênh YouTube chuyên điều tra báo chí People Make Games đã cáo buộc Roblox bóc lột trẻ em làm phát triển game. Theo cáo buộc, Roblox hứa hẹn trả cho trẻ em số tiền lớn khi kiếm tiền từ game, nhưng thực tế chỉ trả lại rất ít hoặc không trả gì. Trước cáo buộc này, giám đốc sản phẩm (CPO) của Roblox, Manuel Bronstein, đã trả lời rằng Roblox dự định sẽ cung cấp thêm tiền cho các nhà phát triển trong cộng đồng của họ. Tuy nhiên, ông Bronstein không nêu cụ thể các biện pháp cụ thể mà Roblox sẽ thực hiện. Sau khi Roblox yêu cầu kênh People Make Games gỡ video xuống, kênh này đã tung thêm các cáo buộc về những hành vi nguy hiểm đến an toàn trẻ em.

### Trò chơi
Roblox là một nền tảng trò chơi điện tử cho phép người dùng tự tạo và chia sẻ trò chơi. Nhờ vậy, Roblox có một kho tàng nội dung phong phú và thu hút, với nhiều thể loại khác nhau, từ hành động, phiêu lưu, kinh dị ,giải đố, đến mô phỏng, giáo dục. Tính đến tháng 5 năm 2020, những trò chơi nổi bật nhất trên Roblox thu hút hơn 10 triệu người chơi hoạt động hàng tháng mỗi trò. Đến tháng 8 năm 2020, ít nhất 20 trò chơi đã được chơi hơn một tỷ lần, và ít nhất 5.000 trò chơi khác đạt ngưỡng một triệu lần chơi. Theo tạp chí TechCrunch, những trò chơi thành công trên Roblox thường tập trung vào việc mang lại cảm giác thỏa mãn tức thời cho người chơi. Điều này trái ngược với quan điểm thông thường về game miễn phí, theo đó người chơi thường cần bỏ thời gian và công sức để trải nghiệm trò chơi.

## Doanh thu
Trong Hội nghị các nhà phát triển Roblox 2017, các nhân viên của hãng đã cho biết rằng những người sáng tạo trên nền tảng trò chơi, trong đó có khoảng 1,7 triệu đô la tính đến năm 2017, đã kiếm được ít nhất 30 triệu đô la trong năm 2017. Phiên bản iOS của  Roblox đã vượt qua 1 tỷ đô la tổng doanh thu trọn đời vào tháng 11 năm 2019, 1,5 tỷ đô la vào tháng 6 năm 2020 và 2 tỷ đô la vào tháng 10 năm 2020, trở thành ứng dụng iOS có doanh thu cao thứ hai. Một số trò chơi riêng lẻ trên Roblox đã tích lũy doanh thu hơn 10 triệu đô la,  trong khi các nhà phát triển nói chung trên nền tảng này được dự kiến sẽ kiếm được khoảng 250 triệu đô la trong suốt năm 2020. Nó trở thành nền tảng có tổng doanh thu cao thứ ba trong trò chơi của năm 2020, thấp hơn các tựa trò chơi PUBG của Tencent và Honour of Kings.
Vào mùa hè năm 2023, Roblox đột nhiên trở thành 1 trong 10 tựa game nổi tiếng nhất trên Google Play và có rất nhiều youtuber nổi tiếng cũng bắt đầu chơi Roblox.

## Đồ chơi
Tháng 1 năm 2017, nhà chế tạo đồ chơi Jazwares đã hợp tác với Roblox Corporation để sản xuất các nhân vật đồ chơi nhỏ, người chơi có thể nhận nó qua mã quà tặng Robux do người chơi quy đổi cũng như các hộp bí mật chứa các nhân vật ngẫu nhiên. Vào năm 2019, Roblox Corporation đã phát hành một dòng đồ chơi mới, mang nhãn hiệu "Roblox Desktop". Vào ngày 13 tháng 4 năm 2021, Roblox hợp tác với Hasbro để phát hành súng Nerf theo chủ đề Roblox và một ấn bản Monopoly theo chủ đề Roblox.